# Colón (departamento de Entre Ríos)
Colón é um departamento da Argentina, localizado na província de Entre Ríos.